# EXOSAT
EXOSATは1983年5月から1986年4月にかけてX線帯で1780の観測を行った宇宙望遠鏡である。観測対象は、活動銀河、恒星コロナ、激変星、白色矮星、X線連星、銀河団、超新星残骸等であった。European X-ray Observatory Satelliteの略で、当初はHELOSと呼ばれた。
太陽系外のX線源の月による掩蔽を観測することを目的とした欧州宇宙機関(ESA)の人工衛星で、1983年5月26日に、遠点20万km、近点500kmという離心率の非常に大きな軌道に打ち上げられた。0.04-2 keVの2つの低エネルギー撮像望遠鏡(LEIT)、1.5-50 keVのAr/CO2及びXe/CO2検出器、2-80 keVのガスシンチレーション分光器(GSPC)、プログラム変更可能なデータ処理用コンピュータ等を搭載している。EXOSATはLEITで最低10秒、GSPCで約2秒の範囲を80時間まで観測することができる。

## 歴史
1967年から1969年にかけて、欧州宇宙研究機構は2つのミッションを研究してきた。X線とガンマ線の観測を組み合わせた欧州X線観測衛星(Cos-A)とガンマ線観測衛星(Cos-B)である。Cos-Aは初期の研究を終えて打ち切られたが、Cos-Bの研究は続けられた。
1969年後半、HELOS(Highly Eccentric Lunar Occultation Satellite)の計画が提案された。HELOSミッションは月による掩蔽を利用して明るいX線源の位置を正確に決定することを目的としていた。1973年にミッションの観測部分が追加され、ESA評議会からミッションとして承認された。
ESAによるこれ以前の全ての科学プログラムと同様に、観測は機器製造業者だけではなく広いコミュニティによって行われるべきであることが決定された。またESAのプロジェクトとしては初めて、ペイロードの資金や運用がESAによって賄われた。機器の設計や開発はESAとハードウェア開発グループによって分担された。
1981年7月、ESAはEXOSATプログラムへの参加に関する第一次の公募を行った。公募が締め切られる1981年11月1日までに500を超える提案が集まった。これらの中から200が選ばれ、運用の最初の9ヶ月間に行われることとなった。
EXOSATには、ESAの宇宙船では初めてデジタルコンピュータが搭載された。その主要な目的はデータの処理であり、宇宙船の監視や制御は複次的な目的であった。データ処理のシステムを運用にも活用できるように、コンピュータはプログラム変更可能なものとされた。

## 運用
EXOSATの軌道はそれまでのX線天文学衛星とは異なるものだった。月によって掩蔽されるX線源の数を最大にするために、e ~ 0.93という非常に扁平な軌道を軌道傾斜角73°で90.6時間の周期で公転する。当初の遠点は191,000km、近点は350kmであった。地球の放射ベルトから外に出るため、観測機器は90時間のうち、5万km以内にある766時間までしか操作できなかった。観測機器が操作できる間は、スペインのVillafrancaにある地上局から見える位置にあったため、人工衛星内にデータ貯蔵装置は必要なかった。